# ۱۰۹۰ (خورشیدی)
۱۰۹۰ هزار و نودمین سال هجری خورشیدی است.